# Il contratto sociale
Il contratto sociale (Du contrat social: ou principes du droit politique), pubblicato nel 1762, è una tra le maggiori opere del filosofo svizzero Jean-Jacques Rousseau (1712-1778). 
L'opera, a tema politico-sociale, delinea, con sorprendente anticipo sui tempi, l'idea di Stato democratico, e perciò verrà ripresa, una trentina d'anni dopo, come riferimento durante la Rivoluzione francese. Il contratto Sociale è suddiviso in 4 libri, contenenti 48 capitoli in totale, preceduti da una "Avvertenza" ed una breve introduzione.

## Scopo dell'opera
Già nel suo Discorso sull'origine e i fondamenti della diseguaglianza tra gli uomini (1755), Rousseau aveva teorizzato, da buon contrattualista, come agli inizi della civiltà umana fosse stato stipulato dagli uomini un primo Contratto sociale; tale contratto, però, era un patto leonino, iniquo, perché basato sulla forza e non sul diritto: non veniva istituito uno Stato che, con le sue leggi, garantisse i diritti naturali di ciascuno, l'unica legge vigente era quella del più forte. 
(Libro I, cap.1 "Argomento di questo primo libro", Contratto Sociale)
Ecco che per Rousseau, con il secondo Contratto sociale (quello vero e proprio, che dà il titolo all'opera), gli uomini trovano una legittimazione giuridica delle proprietà, sostituendo alla forza il diritto, e producendo così lo Stato e la società civile, entrambi costituiti esclusivamente dai Cittadini e dalle genti.

## Il contratto sociale
(Libro I, cap. VI: Il patto sociale, Il contratto sociale)
L'unica forma di associazione che risponde a ciò è lo Stato democratico, che consente da un lato di riunirsi in una sola entità, ma dall'altro di conservare la propria libertà e uguaglianza: nel nuovo Stato, il popolo è il Sovrano.
Il contratto sociale di Rosseau basato sull'alienazione dei propri diritti e della propria autonomia, differisce da quello di Hobbes e Locke che impongono invece una rinuncia totale o parziale alla propria libertà.

### Cittadino
Questo provoca uno "sdoppiamento" del Cittadino: esso è al contempo Sovrano, poiché la Sovranità appartiene al popolo, di cui fa parte, e Soggetto, nel momento in cui egli decide di sottostare alle Leggi che egli stesso ha contribuito a formare.
 
Questo sdoppiamento viene spiegato da Rousseau con il termine francese sujet (soggetto), che può essere inteso sia nella sua accezione attiva (soggetto che fa le Leggi) che nella sua accezione passiva (soggetto alle Leggi). Le due accezioni sono in un rapporto circolare, poiché è il fatto di essere sottoposti alle leggi che conferisce i diritti politici.

### Sovranità
(Libro I, cap. VII: Il sovrano, Il contratto sociale)
La Sovranità, proprio perché "esercizio della volontà generale", è quindi per Rousseau "inalienabile" (essa può appartenere soltanto al popolo), "indivisibile" per la stessa ragione per cui è "inalienabile", poiché la volontà di una parte non è che volontà particolare.
La Sovranità è "infallibile": essa non può sbagliare in quanto il sovrano, per il solo fatto di esistere, è sempre ciò che deve essere. Si tratta del postulato "democratico": il corpo del popolo vuole sempre e comunque il bene di tutti e di ciascuno.

### Volontà generale
La volontà generale è uno dei concetti più trattati all'interno del saggio.
La clausola fondamentale di questo patto è l'alienazione totale di ciascun associato, con tutti i suoi diritti, a tutta la comunità. In cambio della sua persona privata, ciascun contraente riceve la nuova qualità di membro o parte indivisibile del tutto; si genera così un corpo morale e collettivo, composto di tanti membri quanti voti ha l'assemblea, corpo che ha la sua unità, il suo io comune, la sua vita e la sua volontà.
Col passaggio dallo stato di natura allo stato civile, l'uomo sostituisce nella sua condotta la giustizia all'istinto e dà alle sue azioni la moralità di cui prima mancavano.
Allora solamente la voce del dovere succede all'impulso fisico, il diritto succede all'appetito e l'uomo, che fino all'ora aveva considerato solo se stesso, si vede forzato ad agire su altri principi e a consultare la ragione prima di ascoltare le sue tendenze. Il passaggio dallo stato di natura allo stato civile non è dunque una decadenza dell'uomo, se lo stato civile è come dev'essere, la continuazione e il perfezionamento dello stato di natura. 
La volontà propria del corpo sociale o sovrano è la volontà generale, che non è la somma delle volontà particolari ma la volontà che tende sempre all'utilità generale e che quindi non può sbagliare. Di questa volontà sono emanazioni le leggi, che sono gli atti della volontà generale; esse non sono quindi gli ordini di un uomo o di più uomini, ma le condizioni per la realizzazione del bene pubblico. 
Intermediario tra i sudditi e il corpo politico sovrano è il governo, a cui è dovuta l'esecuzione delle leggi e il mantenimento della libertà civile e politica. I depositari del potere esecutivo non hanno nessuna autorità legittima verso il popolo, il quale è il vero sovrano. Essi non sono i padroni del popolo, ma i suoi ufficiali e il popolo può stabilirli e destituirli quando gli piace. Non è questione per essi di contrattare, ma di obbedire; e dimenticandosi delle funzioni che lo stato impone, loro non fanno che compiere i loro doveri di cittadini, senza avere in alcun modo il diritto di disputare sulle condizioni. 
La vera natura dello stato non è quella di dare agli individui un sostituto della libertà naturale, ma un'altra forma di libertà che garantisca all'individuo ciò che la libertà naturale gli garantiva, finché era possibile, cioè la sua vita e la sua felicità.
Con Volontà generale Rousseau non intende la somma delle volontà particolari (dei singoli membri di un'assemblea), ma un'unica volontà volta sempre al bene comune. A questa volontà generale si arriva appunto attraverso una fase di discussione, durante la quale devono emergere le opinioni personali e non quelle di un gruppo o partito politico, in quanto i membri del partito voterebbero secondo le direttive di questo e non secondo la propria coscienza (quindi non spontaneamente, cosa che Rousseau ritiene fondamentale e di cui ha fatto un caposaldo della sua filosofia).
Chiunque non sia d'accordo, alla fine della fase di discussione, con la volontà generale, è anzitutto una minaccia per la sopravvivenza stessa della comunità, in quanto non comprende che la volontà generale è a beneficio anche suo. Perciò va corretto e riportato in seno all'assemblea. L'assemblea funziona solo se è composta da un gruppo ristretto di persone, il che potrebbe facilitare una deriva elitarista o oligarchica di quella che Rousseau chiamava "democrazia pura", applicata già nell'antica Grecia. Una delle degenerazioni possibili del concetto di volontà generale è entrata nella Storia della Rivoluzione Francese nella figura di Maximilien Robespierre, il quale riteneva di sapere quale fosse la volontà generale della comunità e quindi di conoscere cosa fosse bene per i cittadini, cosa che, con Robespierre e coi giacobini, degenera nel periodo del Terrore (il quale è una sorta di applicazione pratica, portata all'estremo, della correzione di coloro che non "comprendevano" la volontà generale voluta dal regime giacobino).

## Conclusioni
Il contratto sociale di Rousseau riscosse un enorme successo in Europa ed influenzò sia la Costituzione degli Stati Uniti d'America, sia i principi della Rivoluzione francese. Anche la filosofia morale, giuridica e politica di Immanuel Kant fu molto influenzata da quest'opera di Rousseau. In particolare Kant riutilizzò sia il concetto di contratto sociale, inteso come idea, sia il concetto di volontà generale. Quest'ultimo era in Kant adattato alla monarchia prussiana. Importante anche l'influenza dell'opera roussoiana sulla filosofia del "giovane Marx"; infatti nello scritto Per la critica della filosofia del diritto di Hegel, sulla base del concetto di volontà generale, Karl Marx pervenne ad una concezione democratica e ugualitaria, fondata sul suffragio universale, opposta al conservatorismo di Hegel.